# Antena dwustożkowa

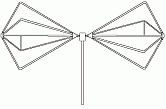
Antena dwustożkowa

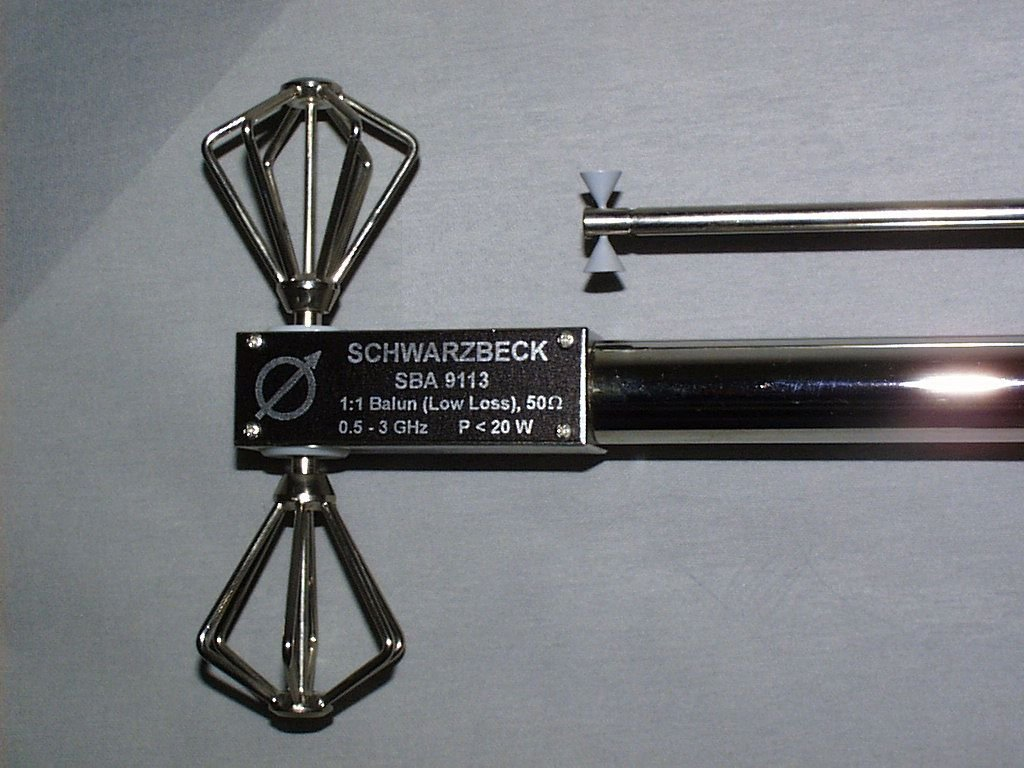
Mikrofalowe anteny dwustożkowe (górna z pasmem 1–18 GHz, dolna: 0,5–3 GHz)

Antena dwustożkowa – rodzaj anteny szerokopasmowej, zbudowanej z dwóch przewodników w kształcie stożków. W praktyce stożki mogą być zastąpione przez druty, które tworzą odpowiedni kształt.
Odmianą anteny dwustożkowej jest antena dyskowo-stożkowa, w której jeden stożek jest zastąpiony okrągłym dyskiem. Ma ona polaryzację pionową i dookólną charakterystykę promieniowania w płaszczyźnie poziomej.
Planarną odmianą anteny dwustożkowej jest antena motylkowa stosowana często do odbioru TV, gdzie występuje zwykle w układzie z reflektorem siatkowym oddalonym od niej o λ/4. W uproszczonej wersji możliwe jest zastąpienie takiej anteny dwoma skośnie ułożonymi dipolami – jednak kosztem znacznego pogorszenia szerokopasmowości.